# Château de la Lande (Montmorillon)
Pour les articles homonymes, voir Château de la Lande.
Le château de la Lande est situé à Montmorillon, dans le département de la Vienne.

## Historique
D'abord château des Goudon de Bœuf, il est apporté en dot aux Goudon de l'Héraudière vers 1550, qui le gardent depuis et ont pris le nom de Goudon de Lalande de l'Héraudière.

## Architecture
D'abord maison forte, il est transformé en pavillon de chasse. Au XVIe siècle le château comportait un logis à un étage et toit couvert de tuiles plates, appuyé sur une tour carrée et flanquée d'une tour ronde renfermant l'escalier à vis. Des travaux effectués à partir de 1872 lui ajoutent une tour ronde, surélèvent toutes les toitures et les couvrent d'ardoises tout en respectant les deux tours et le pigeonnier à mâchicoulis.
Parmi des dépendances du XIXe siècle se trouvent des bergeries du XVIe siècle et XVIIe siècle et une habitation du XVIe siècle.

## Parc et jardins
Le parc d'une trentaine d'hectare possède des arbres remarquables, chênes et châtaigniers vieux de plusieurs siècles.